# Śląski Festiwal Nauki
Śląski Festiwal Nauki lub Śląski Festiwal Nauki KATOWICE — cykliczne wydarzenie popularnonaukowe, które odbywa się co roku w Katowicach w województwie śląskim od 2016 roku. Celem festiwalu jest propagowanie nauki i rozwijanie zainteresowań naukowych wśród mieszkańców regionu.
Podczas festiwalu organizowane są różnorodne wydarzenia, takie jak: warsztaty, wystawy, prezentacje, pokazy, wykłady i konkursy dla dzieci, młodzieży i dorosłych. Wszystkie działania skoncentrowane są na tematach związanych z nauką, technologią, medycyną, innowacjami i szeroko pojętą edukacją.

## Historia i rozwój
Pierwsza edycja festiwalu odbyła się w 2016 roku i przyciągnęła około 10 tysięcy odwiedzających. Od tego czasu wydarzenie zyskało na popularności, osiągając w 2024 frekwencję przekraczającą 30 tysięcy uczestników.  Od 2018 roku uczelnie z województwa śląskiego powołały konsorcjum w celu wspólnej organizacji festiwalu, co umożliwiło jego dynamiczny rozwój.

## Organizatorzy i partnerzy
Liderem konsorcjum oraz inicjatorem i głównym organizatorem wydarzenia jest Uniwersytet Śląski w Katowicach. Współorganizatorami są:
- Miasto Katowice,
- Górnośląsko-Zagłębiowska Metropolia,
- Urząd Marszałkowski Województwa Śląskiego,
- Politechnika Śląska,
- Uniwersytet Medyczny w Katowicach,
- Uniwersytet Humanistyczno-Przyrodniczy im. Jana Długosza w Częstochowie,
- Politechnika Częstochowska,
- Uniwersytet Ekonomiczny w Katowicach,
- AWF im. Jerzego Kukuczki,
- Akademia Techniczno-Humanistyczna w Bielsku-Białej,
- Akademia Sztuk Pięknych w Katowicach.

## Stoiska i atrakcje
Na festiwalu dostępnych jest wiele stoisk tematycznych, które oferują interaktywne prezentacje z zakresu chemii, fizyki, biologii, robotyki, a także nauk humanistycznych. W 2024 było ich ponad 150. Goście mogą uczestniczyć w warsztatach programowania, eksperymentach chemicznych czy obserwacjach astronomicznych. W każdej edycji bierze udział około 200 naukowców i popularyzatorów nauki. Wśród instytucji i organizacji można spotkać takie jednostki jak: Europejska Agencja Kosmiczna (ESA), Centrum Nauki Kopernik, Narodowe Centrum Badań i Rozwoju, Fundacja Rozwoju Systemu Edukacji, Polska Agencja Kosmiczna (POLSA), Stowarzyszenie Wikimedia Polska, Polskie Towarzystwo Astronomiczne, Polskie Towarzystwo Fizyczne, Polskie Towarzystwo Chemiczne, Polskie Towarzystwo Informatyczne, Fundacja na rzecz Nauki Polskiej, Polska Akademia Nauk, Narodowe Centrum Nauki, Fundacja DKMS, Polska Akcja Humanitarna, Greenpeace Polska, Fundacja WWF Polska, Amnesty International Polska, Polski Czerwony Krzyż, Harcerstwo Polskie, Związek Harcerstwa Rzeczypospolitej, Nauka. To Lubię.
Śląski Festiwal Nauki w Katowicach gościł wielu wybitnych naukowców, popularyzatorów nauki oraz osobistości ze świata kultury i mediów. Wśród nich znaleźli się m.in.: prof. Jerry Coyne, amerykański biolog ewolucyjny i autor książek popularnonaukowych, prof. Menno Schilthuizen, holenderski biolog i ewolucjonista, Aga Szuścik, artystka i edukatorka popularyzująca wiedzę o zdrowiu psychicznym, Karol Wójcicki, popularyzator astronomii i twórca projektu „Z głową w gwiazdach”, dr Anna Chrobry, specjalistka w dziedzinie neurobiologii, Samuel McKee, popularyzator nauki i prezenter, Róża Hajkuś, dziennikarka naukowa, dr Souvik Mukherjee, badacz gier wideo i literatury, Grzegorz Wątroba, popularyzator nauki i youtuber, Maciej Myśliwiec, socjolog i specjalista ds. komunikacji, dr inż. Natalia Wendler, ekspertka w dziedzinie inżynierii biomedycznej, dr Anna Fogtman, badaczka związana z Europejską Agencją Kosmiczną, prof. Antoni Dudek, historyk i politolog, dr Milena Ratajczak, astrofizyczka. W  festiwalu uczestniczyli także: prof. Mike Berners-Lee, ekspert ds. zrównoważonego rozwoju, prof. Jerzy Bralczyk, językoznawca i specjalista w dziedzinie języka mediów, prof. Jerzy Buzek, chemik, polityk, były premier RP i przewodniczący Parlamentu Europejskiego, Marc Elsberg, austriacki pisarz i autor thrillerów naukowych, dr Jamie Gallagher, chemik, fizyk i popularyzator nauki ze Szkocji, Paulina Mikuła, vlogerka i popularyzatorka wiedzy o języku polskim. Wśród wybitnych osobistości znaleźli się także laureaci Nagrody Nobla: Ben Feringa czy Johannes Georg Bednorz.

## Nagrody przyznawane podczas festiwalu
Podczas Śląskiego Festiwalu Nauki przyznawane są liczne nagrody, w tym:
- OFF Science – za innowacyjne podejście do nauki i technologii,
- POP Science – dla popularyzatorów nauki,
- Śląska Nagroda Naukowa – dla wybitnych naukowców regionu,
- Młodzi dla przyszłości Śląska – wyróżnienie dla młodych naukowców i innowatorów.